# Ургал (река)
Ургал — река в Верхнебуреинском районе Хабаровского края, левый приток реки Буреи. Длина реки — 164 км. Площадь водосборного бассейна — 3510 км².

## Географическое положение
Река Ургал протекает в Верхнебуреинском районе Хабаровского края, Амурского бассейнового округа, Дальневосточного федерального округа.

## Притоки
Объекты перечислены по порядку от устья к истоку.
- 3 км: без названия (пр.)
- 8 км: Кындалы (пр.)
- 30 км: Чимчуко (лв.)
- 40 км: Энхо (пр.)
- 44 км: Талынжан (пр.)
- 65 км: Чаганы (лв.)
- 87 км: Эльга (пр.)
- 92 км: Малая Эльга (лв.)
- 93 км: Большая Эльга (лв.)
- 106 км: Амбардах (пр.)
- 111 км: без названия (пр.)
- 113 км: Сивак (пр.)
- 124 км: Усмань Макит (пр.)
- 128 км: Ахын (пр.)
- 131 км: Тылерга (лв.)
- 135 км: Амнунна-Макит (пр.)
- 143 км: Карилась-Макит (пр.)

## Описание
Ургал является левым притоков реки Бурея, впадает в 409 км от устья. Водохозяйственный участок — Бурея от истока до Бурятского г/у. Код водного объекта: 20030500112118100044065..
Свое название река Ургал получила по одной версии от местного народа, населявшего эти места, эвенков. На их языке Ургал — это «сушеное мясо». В этих местах водилось большое количество лосей и изюбра. Кочевые племена приходили в данную местность за свежим мясом этих животных. В переводе с якутского означает «стремительный, бешенный».
В 1844 году экспедиция А. Ф. Мидденфорда открыла Ургальский угольный бассейн. Считалось, что река Ургал «течет по углю».